# Monocerotesa virgata
Monocerotesa virgata là một loài bướm đêm trong họ Geometridae.